# Internet do škol
Internet do škol (též zvaný Indoš) byl projekt realizovaný Ministerstvem školství, mládeže a tělovýchovy České republiky, který měl za cíl zavést Internet do základních a středních škol. Projekt Internet do škol byl součástí zavádění ICT do vzdělávání.
Podle Nejvyššího kontrolního úřadu, který v roce 2003 podal trestní oznámení na neznámého pachatele, došlo k nehospodárnému využití více než 800 miliónů Kč.